# Tepuihyla talbergae
Tepuihyla talbergae е вид земноводно от семейство Дървесници (Hylidae).

## Разпространение
Видът е разпространен в Гвиана.